# Saint-Remy-du-Nord
Saint-Remy-du-Nord är en kommun i departementet Nord i regionen Hauts-de-France i norra Frankrike. Kommunen ligger i kantonen Hautmont som tillhör arrondissementet Avesnes-sur-Helpe. År 2022 hade Saint-Remy-du-Nord 1 057 invånare.

## Befolkningsutveckling
Antalet invånare i kommunen Saint-Remy-du-Nord
| Referens: INSEE |